# Сату-Ноу (Олтіна, Констанца)
Сату-Ноу (рум. Satu Nou) — село у повіті Констанца в Румунії. Входить до складу комуни Олтіна.
Село розташоване на відстані 123 км на схід від Бухареста, 82 км на захід від Констанци, 144 км на південь від Галаца.

## Населення
За даними перепису населення 2002 року у селі проживали 276 осіб, усі — румуни. Усі жителі села рідною мовою назвали румунську.